# Aedophron phlebophora
Aedophron phlebophora is een vlinder uit de familie uilen (Noctuidae). De wetenschappelijke naam is voor het eerst geldig gepubliceerd in 1858 door Lederer.
De soort komt voor in Europa.